# 巴西尼
巴西尼（法語：Bassigny，法語發音：[basiɲi]）是法国的一个微型传统地区，其涵盖了朗格勒区的东北部和肖蒙区东部的大部分，构成了上马恩省的南部。